# タイ日産
タイ日産自動車株式会社 （Nissan Motor Thailand Ltd, NMT） は、1973年に設立された日産自動車のタイにおける自動車生産を行っている企業で、サムットプラーカーン県バーンサオトン郡のバングナ・トラットロードに工場を有する。取締役社長は長谷川亨。
旧社名は「サイアム・ニッサン・オートモービル」ならびに「サイアムモーター・アンド・ニッサン」。

## 概要
1973年、タイ王国内大手企業サイアムグループの自動車販売部門に日本から日産（当時はダットサンブランド）が加わるかたちで開始された。最初はダットサントラックが生産投入されて以来キャブスター、サニー（トラック・バン・セダン・クーペ）、パルサー、ブルーバード、ローレル、スカイライン、セドリック（バン・セダン・ハードトップ）、アーバン（日本名：キャラバン）、200SX（日本名：シルビア）、280Z~300ZX（日本名：フェアレディZ）と続いて投入された。

### 車種別での動き
ダットサントラックについては、その後「BIG-M」として生産販売され現在はナバラ（ナバラ・キャリブレ）、フロンティアにフルモデルチェンジされてもタイ国内では好調な販売台数を誇る。ライバルのトヨタ・ハイラックス、いすゞ・ファスター（現在はD-MAX）、マツダBシリーズ（日本名プロシード）、三菱・トライトン（以前はストラーダ、フォルテ）などに引けを取らない程である。また、一回り小さいサニートラックでも生産・売れ行きは好調で後にADベースのピックアップトラック「ウイングロード」へモデルチェンジされても好調であったがこちらは現在フロンティアに変更された。
サニーはB-11が1990年まで生産された。また、タクシーの需要が増加傾向を機にB-13.B-14が投入されるようになる。この中には、セントラRZ-1もあった。後には、ブルーバードシルフィをベースとしたサニーが2005年まで生産していた。現在はティーダ／ティーダラティオが生産している。
セドリックについては、2000ccのL4（日本で言うとSTD）からDXと日本未販売のV30SGLセダン、2000ccL4/R6/V6ステーションワゴンがあった。430の一部とY30~33までのハードトップにはブロアムVIPとして販売されていた。この中にはY32シーマも含まれていた。
当初日本専用車であったプレセアは、日本国内の販売が不振であったことを受けて海外仕様として販売していた。
最高級車のプレジデントは、おもに主要ホテルや大使館向けなどの公用車として販売されていた。
ローレルは長らく2400cc車を投入してきたが、セフィーロに交換された後は販売終了した。そのセフィーロは、A31当初は輸入。A32からは生産販売となった。最終型のA33までされた後に現在のティアナに至る。ティアナは日本未販売のスポーツモデルが存在する。
スカイラインは2000GTのみを受け入れていた。日本製と豪州製を併せてR31までは輸入されていたが、その後は途絶えた模様である。
日本名キャラバンのアーバンは、日本では「キャラバン・シルクロード」に相当するロングボディ車が圧倒的に多くライバルのトヨタ・ハイエースとは引けを取らないほどの販売を誇る。なお、アーバンは日本からの輸入である。
エクストレイルは2500ccのみを受け入れている。
上記の日産の東南アジアでの自動車生産・販売・輸出入を主に行っており、その多くが東南アジアもしくはオセアニアに流通する。加えて、2010年からは日本向けのマーチ、2012年からは日本市場向けのラティオも手がけている。日本向けのマーチやラティオは、陸揚げ後追浜工場でPDIで検査を時全車で実施。日本国民の不安を避けるための措置である。車検証での車名は「ニッサンMT(726)」となる。

## 沿革
- 1973年3月 - サイアムモーターの子会社「サイアムモータース・アンド・ニッサン」として発足。日産自動車と技術提携して日産車の生産を開始。
- 1983年 - これまでの「ダットサンブランド」から正式に「日産」へと変更された。加えて、Y30からの輸入分よりダットサン●●●Xから正式に「日産・セドリック」とし、以降順次全車種が日産ブランドへ変更した。
- 1985年 -　BIG-Mの生産・販売開始。ローレルの販売も開始。
- 1988年 - セフィーロの販売開始。これに伴いローレル、スカイラインの販売終了。
- 1990年 - AD、ウイングロードの生産開始。ウイングロードはベースが日本のワゴンではなくADのピックアップトラックである。
- 1991年 - プレジデント、プレセアの販売が開始される。
- 1992年 - シーマの販売開始
- 1994年 - セフィーロ(A32)の生産開始。輸入から自国生産へ変更。
- 1995年 - BIG-Mの豪州向け輸出が開始される。
- 1999年 - セドリック輸入販売終了。
- 2001年5月 - タイの現地法人であったサイアムニッサンオートモービルズとサイアムモーターアンドニッサンの持ち株比率を引き上げたことにより、経営権がサイアムモーターから日産自動車に移行。同年にエクストレイル販売開始。
- 2002年 - BIG-Mから現行のフロンティア/ナバラにフルモデルチェンジ。豪州向け輸出は継続。
- 2003年 - ティアナ生産開始。セフィーロ生産終了。

- 2004年 - 日産自動車の出資比率を75%に引き上げた。同年にティーダ・ティーダラティオの生産開始。
- 2009年4月21日 - 2社を統合し、タイ国内に日産ブランドを浸透させる目的で社名を「タイ日産自動車」に変更した。
- 2010年 - 新型マーチの生産開始。日本向けのライン生産も同時に開始された。
- 2011年 - 新型アルメーラ(N17T。日本名:ラティオ)の生産開始。
- 2012年 - 日本向けに新型ラティオ(N17。タイ名:アルメーラ)の生産を開始。目標販売台数(月)は1,200台となっている。
- 2012年11月 - 110億バーツを投じて、バングナ・トラットロードに第2工場を建設すると発表。2014年8月の稼働開始を予定。生産能力は当初75,000台/年で、将来的には15万台/年を目指す[1]。
- 2013年 - 新型NV350アーヴァン（日本名キャラバン）の販売開始。
- 2016年9月 - 日本向けラティオ（タイ名：アルメーラ）の生産終了（同年12月販売終了）。
- 2017年1月 - ノート(E12型)　タイ国内向けに生産・販売開始
- 2020年5月 - キックス　タイ国内向けに生産・販売開始。同年6月に日本への輸入販売を開始。

## 生産車種
- 現行車
  - アルメーラ（N18T型）
  - ナバラ
  - テラ - ナバラと同一車種
  - キックス（日本向け[2]を含む一部のP15型）

- 生産終了車（サイアム日産モータース社時代も含める）
  - ウイングロード（ベースがウイングロードではなくADのピックアップトラックである）
  - ADリゾート（Y10型）
  - BIG-M（D21型のみ）
  - プロフェッショナル（720型）
  - サニー（B11型では1990年まで生産され、2001年車以降は日本名ブルーバードシルフィ→現在のシルフィのモデルで生産された）
  - セントラ（B12投入からセントラが加わった）
  - セフィーロ
  - ティーダ/ティーダラティオ
  - ラティオ/アルメーラ（N17/17T型）
  - ティアナ
  - シルフィ
  - パルサー - 中国仕様のC12ティーダと同一車種
  - マーチ - ASEAN域内、オセアニア、日本向けなど
  - エクストレイル
  - ノート（E12型）

## 販売車種
上記車種に加えて、日本からの輸入車。
- NV350アーバン（日本名：NV350 キャラバン） - ロング/スーパーロング/ワイドの3種を用意するが、すべて乗用仕様、ディーゼル+5MTのみ。ワイドは日本仕様のマイクロバスをベースに1,2列目に1名分のシートが追加されて16人乗りとなる。※
- GT-R◇
- リーフ☆

販売終了車
- スタンザ☆
- プレセア△
- ブルーバード☆
- 200SX（日本名：シルビアでS12~S14があった）
- セフィーロ▲（A32からは現地生産車）
- スカイライン▲★（R31まで）
- ローレル▲（C32まで）
- セドリック◇◆（バリエーションはセダンとワゴンで日本未発売のV30SGLとブロアムがY31~Y33まではハードトップのブロアムVIPまであった）
- シーマ◇(Y32~Y34のみ)
- プレジデント◇（2代目）
- 370Z（日本名：フェアレディZ）◇
- アーバン（日本名：キャラバン）◆

| マーク | 説明                         |
| ------ | ---------------------------- |
| ◇      | 栃木工場製                   |
| ▽      | 日産自動車九州（九州工場）製 |
| ◆      | 日産車体製                   |
| ☆      | 追浜工場製                   |
| ※      | 日産車体九州製               |
| ▲      | 村山工場製                   |
| △      | 座間工場製                   |